# Capac cocha

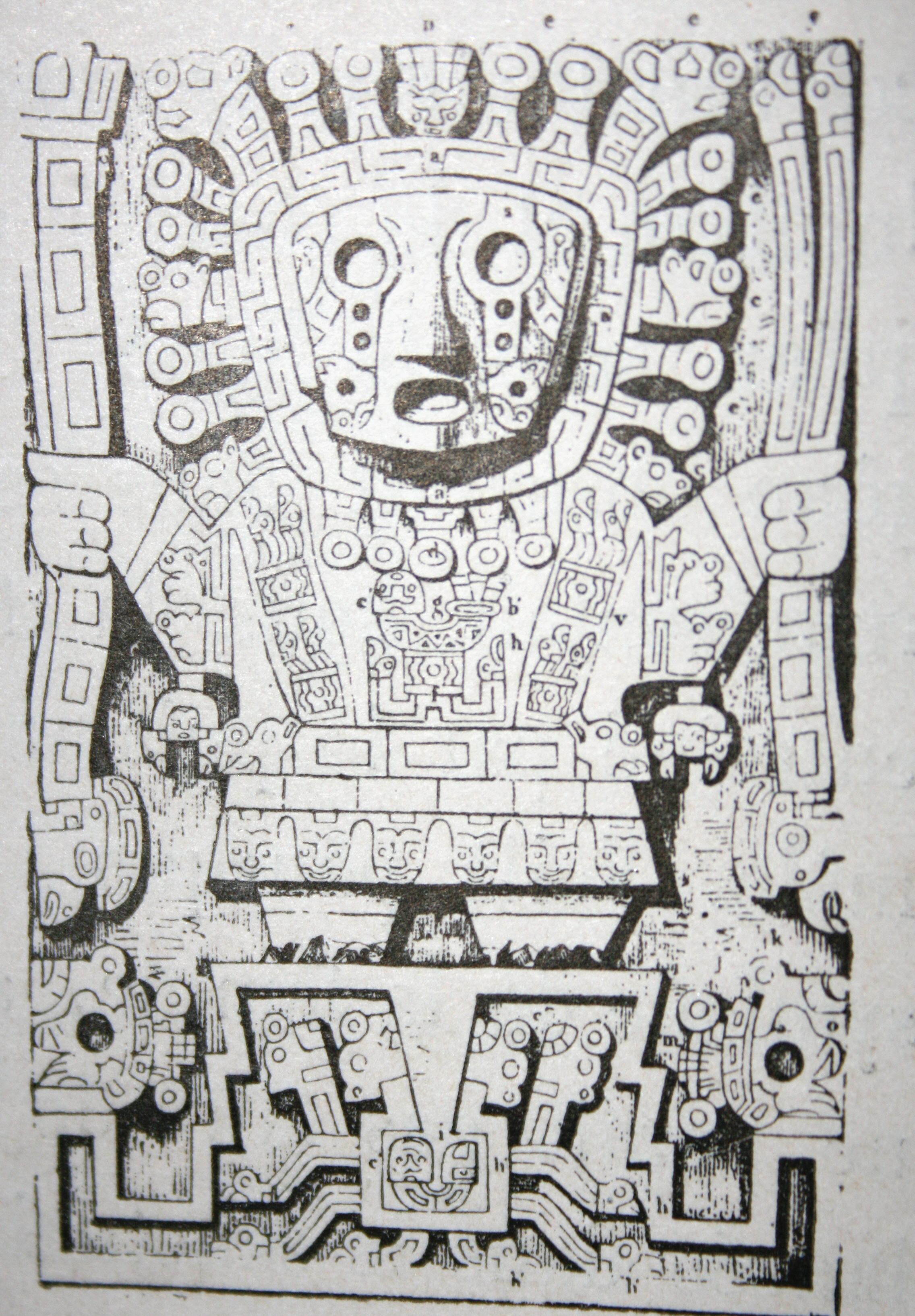
Icono de Viracocha, huaca principal del Sapa Inca.

La capac cocha, capac hucha o qhapaq hucha (que podría traducirse como «obligación real»)[cita requerida] era uno de los rituales más importantes del calendario Inca. Se realizaba entre abril y julio desde, al menos, el siglo XIII y hasta comienzos del siglo XVI, en honor al dios Viracocha, en quechua Qun Tiksi Wiraqucha.
La ceremonia incluía fiestas y ofrendas de reconocimiento y de gratitud con sacrificios humanos. Desde las cuatro direcciones del Tawantinsuyu los poblados enviaban uno o más niños al Cuzco, para, luego de las ceremonias allí oficiadas, regresar y ser ofrendados a huacas locales, cuyos adoratorios se localizaban en las montañas, llamadas "Apu", en toda la extensión del Imperio inca. .

## Etimología
Existen dos versiones verosímiles sobre el origen y significado de este término, según la primera de ellas, se originaría en la acepción del término capac, cápac o qhapaq con el significado de «soberano», o «señor» y el de hucha como «culpa», «pecado», «negocio», o «pleito». Estos significados son los que figuran en los diccionarios quechuas del siglo XVI y XVII de Fray Domingo de Santo Tomás y Diego González Holguín. Según este enfoque, capac cocha significaría «culpa del soberano», o del Inca, u «obligación al rey».
Sin embargo, la interpretación de la palabra hucha como pecado parecería fuertemente distorsionada por la evangelización. Una segunda interpretación, sostenida por Enrique Urbano, toma en cuenta otro término usado por Cristóbal de Molina: cachaguaes o cachaguaco que añade otra dimensión semántica al vocablo ya que significa «mensajero», o «enviado» y cachani «enviar un mensajero o un mensaje».
Entonces, en esta interpretación, la capac cocha tendría relación con enviar mensajeros o enviados a los dioses. Estos mensajeros eran portadores de ofrendas y al mismo tiempo ellos mismos eran las ofrendas y, teniendo la función de mensajeros, debían presentar a los dioses las peticiones del pueblo.

## La cosmovisión incaica

### El espacio inca
El mundo andino estaba dividido en lo alto y lo bajo. El valle del Cuzco, como la capital incaica, se divide en una parte alta y otra baja, como también los Wamani (provincias) y el Tawantinsuyu (el imperio de las cuatro direcciones) que se divide en cuatro suyus o partes. Por un lado, Chinchaysuyu y Antisuyu al Norte y Oriente. Por otro lado, Collasuyu y Cuntisuyu al Sur y Occidente. Cada parte estaba dividida por 9 ceques, líneas visuales que conformaban un sistema lógico, coherente y unificador, a lo largo de las cuales había 328 huacas.[cita requerida]
La relación entre los lugares sagrados con los ceques que irradiaban de Cuzco (específicamente de Coricancha) constituía, además, un instrumento útil para la organización territorial del imperio. Asimismo, cumplía la función de dirigir la atención de los territorios lejanos hacia la capital como centro preeminente del poder político y religioso. Las relaciones entre diversos puntos del paisaje se expresaban mediante un sistema de relaciones geográficas, organizado de acuerdo a lineamientos genealógicos.[cita requerida]

### El inframundo
Las poblaciones del antiguo Perú tenían la percepción de una «segunda vida» tras la muerte que transcurría en el hurin pacha. Dentro del perfil de segmentación del universo andino, el hurin pacha es uno de los tres planos verticales, el plano interior de la tierra, el que se situaba por debajo del kay pacha. Casi todas las informaciones, tanto de época colonial como actual, además, lo relacionan con Supay, el demonio y la oscuridad.
Las informaciones insinúan que existió una percepción del hurin pacha bipartita, al menos. Por un lado se situaba un plano intra-terreno, lugar donde se ubica la fertilidad, el Sol (como Punchao), la Luna y los animales de la noche; atravesado este plano por un mar. Por otro lado, se hallaría el plano de la eterna oscuridad, donde se ubica el máximo exponente de la noche, la forma antagónica de la potencia celeste, la potencia germinativa, el uku pacha.
Tanto hurin pacha como uku pacha son dos vocablos que se confunden en las crónicas y podrían haber existido otro tipo de denominaciones que se han olvidado con el transcurso del tiempo y por la evangelización. Posiblemente, eran dos vocablos que designaban partes del mundo intraterreno, pero los datos son muy confusos.
Habitar el inframundo, o habitar el lugar de las almas ubicado al otro lado de la orilla de las aguas eternas, era una forma de concebir el ser transformado en contacto con los acontecimientos del futuro, como puede ser la lluvia. Así, la lluvia, ubicada en el inframundo, se prepara, sube al cielo y cae para empapar la tierra. De hecho los apus, los achachilas, se perciben como cerros que protegen y sustentan a las comunidades, su interior alberga la vida en germinación, la contención de las lluvias, e incluso, los difuntos. El cerro sería la comunicación entre el hurin pacha, el kay pacha y el hanan pacha.

### El ingreso al inframundo
Las crónicas relacionan el hurin pacha con seres y objetos de pequeñas dimensiones. Por ejemplo, Pedro Pizarro escribió que durante el delirio de Huayna Cápac «le entraron tres indios nunca vistos, muy pequeños, como enanos, adonde él estaba y le dijeron "inga, venimosle a llamar...". La visión relaciona el tamaño de los comunicadores con el inframundo y con la noticia de su muerte.
Las ofrendas de niños y jóvenes relacionadas con la capac cocha eran acompañadas por réplicas en pequeña escala del mundo real con formas antropomorfas, así como llamas y objetos de uso cotidiano. Estas no son solamente estatuillas, todos los detalles son miniaturas, incluyendo los textiles en sí mismos, tocados de plumas, etc. En muchos casos los tocados y vestimentas reproducen los mismos que vestían los niños.
Las definiciones halladas en el diccionario de Jesús Lara llevan a pensar en la posibilidad de interpretar el «mundo de adentro» como recorrido por caminos o tránsitos por los cuales el difunto vagaba en su peregrinación.
Se piensa que, para su viaje, los niños debían transformarse simbólicamente en las figurillas que los acompañaban, y que las ofrendas se relacionan con éste viaje, por ello llevaban comida, bebida, sandalias adicionales y mantas.

## El ritual de la Capac cocha

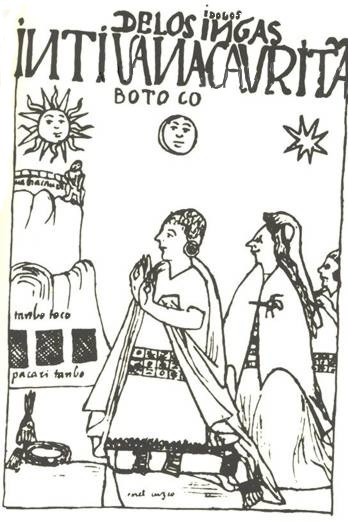
Huacas que veneraba el Inca en Cuzco. Arriba el Sol, la Luna y el lucero, en la montaña, Uana Cauri, Tanbo Toco, o los agujeros del tampu, y Pacari Tanbo

### Los ídolos incaicos
Los pueblos bajo dominio inca veneraban a las huacas, o wakas, nombre con el que se designaba a todas las sacralidades fundamentales, ídolos, templos, tumbas, momias, lugares sagrados, animales, aquellos astros de los que los ayllus, o clanes creían descender, los propios antepasados y las wakas principales, el Sol y la Luna. Los incas creían que el Inca Tupa Yupanqui podía hablar con las wakas, y por medio de estas conocía los hechos pasados y futuros, incluso la llegada de los españoles a América.
Luego de someter a un pueblo a su dominio, el Inca delimitaba las tierras que se iban a dedicar al cultivo y los lugares sagrados.  Algunas de estas apachita, o adoratorios serían los indicados para los sacrificios de capac cocha. Muchas apachita se encuentran en uso hasta hoy en diversas partes de los Andes.

Ceremonia de Capac cocha a la huaca Pachacamac (creador del universo) del Chinchaysuyo

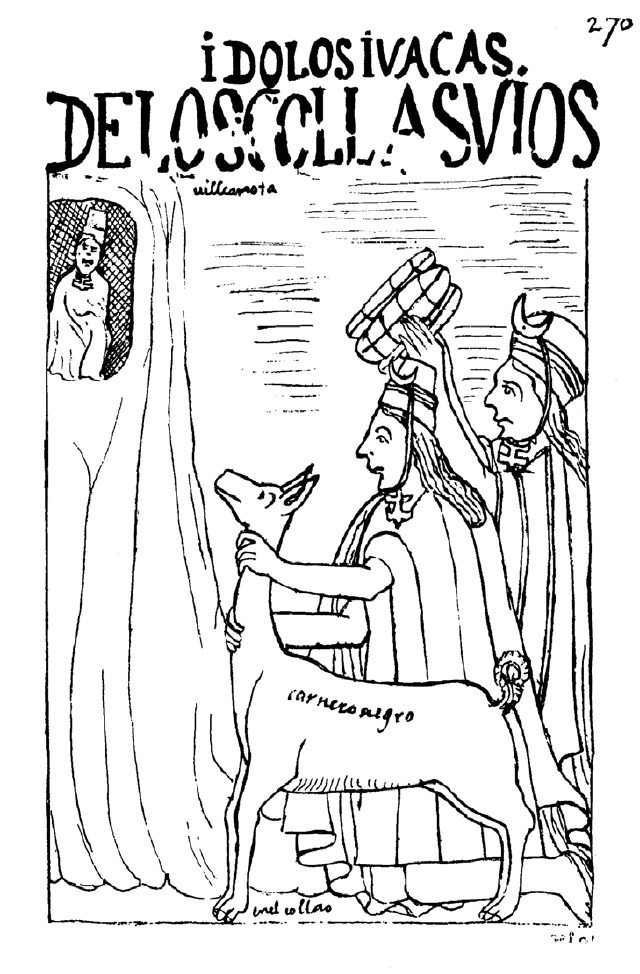
Ídolos y huacas del Collasuyo

Ídolos y huacas del Contisuyo; en la esquina izquierda se puede ver el nombre del volcán Coropuna con una pirca en la cumbre, mientras le realizan ofrendas.

### Desarrollo del ritual
Los sacrificios de niños se realizaban con regularidad en todo el imperio. El Inca supremo ordenaba las normas de estos sacrificios, y los tukuy rikuq, corregidores, y los michuq, jueces, debían rendirle cuentas de su fiel ejecución. En cada región del Tahuantisuyo se ofrendaba en honor a las huacas locales: en el Chinchaysuyo era Pachacámac, creador del universo; en el Antisuyo se hacía en honor a Saua Ciray, Pitu Ciray, y al Otorongo; los Collasuyos homenajeaban a Uillca Nota y los Contisuyos a Coropona.
La capac cocha se realizaba, en la fiesta Qhapaq Inti Raymi, o fiesta del señor Sol, Quilla Raymi, o fiesta de la Luna, Chasca Qoyllur (Venus o el lucero) y Chuqui Ylla (posiblemente Marte) así como para la coronación o muerte del Inca y también para propiciar buenas cosechas o ahuyentar desastres que incluyen a pestes, sequías, erupciones volcánicas, entre otros eventos adversos. En los pueblos también habían capacochas locales, que se daban primordialmente por una de las razones anteriormente descritas y que eran autorizadas por el Inca.
Para las capacochas imperiales, de cada huamani, denominación para el distrito administrativo incaico, se enviaba al Cuzco uno o varios niños de entre seis y diez años, bellos y libres de señal o mancha, muchos de ellos hijos de caciques locales principales. En varias crónicas, referidas a diferentes ceremonias, se habla de entre quinientos y mil niños en cada ocasión. Los niños viajaban escoltados por una comitiva de sacerdotes y acompañantes hacia a la ciudad de Cuzco, en cuya plaza principal, se encontraba el ushnu, centro simbólico del universo incaico.
Las ceremonias en Cuzco podían durar varias semanas, durante las cuales se realizaban danzas rituales, ofrendas en objetos, oro, plata y conchas marinas, sacrificios de aves, camélidos, cérvidos y felinos, y también de niños, principalmente en el templo de Curi Cancha, así como en Pumap Chupan, templo de la Luna, y en otras huacas consideradas principales.
Durante estas ceremonias, los niños eran santificados como «hijos del Sol», tal como el mismo Inca, y recibían presentes propios de su nueva condición, como tejidos cumbi de gran calidad elaborados por las acllacona. Estos tejidos eran de gran significación como símbolo de pertenencia incaica, ya que incluso jefes y caciques tenían prohibido su uso. Luego, el Inca y los sacerdotes presidían la ceremonia de matrimonio simbólico de niñas y niños.
Finalizadas las ceremonias, los niños, los sacerdotes y su comitiva de acompañantes emprendían el viaje de regreso a sus comunidades. Al retornar no lo hacían siguiendo el camino real, o camino del inca, como a la ida, sino que debían seguir un camino en línea recta, posiblemente siguiendo los ceques que partían de Cusco y se dirigían a las wakas. Este era un viaje largo y penoso, atravesando valles, ríos y montañas, que podía tomar meses.
Al llegar a las aldeas eran recibidos con grandes festejos por la comunidad local, luego de las cuales se dirigían en procesión hacia la huaca en la cual se realizaría la ofrenda, siguiendo a los niños a ser ofrendados y a los sacerdotes de las huacas locales.
La ceremonia de la ofrenda tenía características particulares en cada lugar, posiblemente originadas en los usos y creencias de cada parcialidad. En la mayoría de los casos, los niños eran drogados con una bebida de alcohol de maíz, llamada chicha, y coca, y depositados inconscientes en el lugar de la ceremonia, donde morían por hipotermia. En otros casos la muerte era provocada de manera más violenta, como en el caso del niño del Aconcagua, con un fuerte golpe en la cabeza, al igual que la niña del Sara Sara y la joven del nevado Ampato, mientras que en la niña del cerro Chuscha la causa de la muerte fue una herida punzante en el hemitórax derecho, que ingresó por su espalda.
En el mismo sentido, mientras en algunos casos, como en Llullaillaco los cuerpos fueron depositados en su cámara funeraria y cubiertos con grava, en el caso del niño del Aconcagua a éste se lo envolvió en un complejo fardo funerario de varias piezas con una función y mensaje específicos,  y en el del cercano Cerro El Plomo el niño ofrendado fue puesto en una cámara excavada en la roca que luego fue sellada con piedras lajas, donde permaneció por 500 años conservándose gracias a un proceso de liofilización.
Las ofrendas humanas eran acompañadas con numerosos objetos confeccionados con materiales provenientes de diferentes lugares del imperio Inca. En ellas, se ven reflejadas las regiones geográficas más importantes del Tawantinsuyu, como así también los elementos simbólicos de mayor trascendencia: conchas de spondylus o mullu del Ecuador, metales de la cordillera, lanas finas del altiplano, plumas de las selvas orientales, hojas de coca de las yungas bolivianas, maíz de los lugares templados, manufacturados en su totalidad en la capital del estado.

### El ritual y el espacio
El ritual de Capac Cocha, entonces, se empleaba para forjar y mantener esos lazos afectivos entre las comunidades organizadas de todo el imperio. Esto implicaba marcar las fronteras entre el mundo incaico conocido y civilizado: los límites de percepción tanto como los límites geográficos entre lo conocido y lo desconocido. El mundo civilizado del dominio incaico era ordenado y definido; cada elemento o ser encontraba su lugar en una jerarquía social estructurada, todo lo que se hallaba fuera de su territorio era salvaje, incontrolable, amenazador.[cita requerida]
El ritual sirve para fortalecer esa estructura jerárquica social, para mantener la periferia unida a un centro político y religioso. Por otro lado, los incas simulan en esa ceremonia un mundo en miniatura como representación de un mundo ideal con el que buscan reconciliarse permanentemente.[cita requerida]
El matrimonio simbólico de los niños capac cocha indica la importancia de las relaciones de parentesco en el mundo andino. La hija del jefe de la aldea se casaba con el hijo del jefe de otra aldea estableciendo lazos genealógicos y fortaleciendo la trama del tejido social, mediante la intervención de la corte inca, con el rey en el papel de árbitro y casamentero.[cita requerida]
Las estatuillas de animales y seres humanos también ofrecen elementos para hablar de  ese mundo en miniatura del Inca, en el que los niños y su matrimonio simulado y muerte simulan el mundo de los adultos.[cita requerida]

### El tiempo ancestral
La concepción de temporalidad del mundo inca nace de un mito que tiene como protagonista al dios Viracocha. La figura divina de Viracocha sirvió para que los incas explicasen la creación del mundo y los orígenes de la vida humana en la Tierra. El viaje mítico de esta deidad hacia Cuzco comenzó en Tiwanaku, que en el tiempo de los incas era ya una ruina abandonada pero imponente. Del sudeste al noroeste, el dios Viracocha imitaba el paso del Sol. Este viaje cobra importancia al saberse repetido por todos los reyes incas. El viaje de cada monarca reafirmaba la extensión del dominio político y era legitimado por la autoridad divina que le otorgaba el mito.[cita requerida]
En tal caso, la ceremonia del Capac Cocha se utilizaba como un recurso para unir el espacio sagrado y el tiempo ancestral y servía para vincular los puntos de importancia ancestral y cosmológica en todo el imperio. En este esquema, los movimientos mitológicos del Dios Creador reflejan el movimiento arquetípico del sol al amanecer y al anochecer.[cita requerida]
En cuanto al sacrificio humano, era visto desde el punto de vista de la reciprocidad, de las aldeas periféricas al centro. Una aldea o grupo ofrecía una víctima para el sacrificio y a cambio su jefe ascendía en la jerarquía del Estado. Desde el punto de vista de la cosmología incaica, el niño no moría, sino que se reunía con sus antepasados y restauraba al mismo tiempo el equilibrio perdido por el cataclismo. De modo que capac cocha representaba la unión de un espacio sagrado a un tiempo ancestral.[cita requerida]

## Importancia de la capac cocha
Según algunos investigadores, la capac cocha sirvió como uno de los métodos de dominación al poder del imperio inca, juntamente con el control de la movilidad y el traslado de personas a través de una sofisticada red caminera, y la estrategia de  fragmentación de las comunidades étnicas removiento grupos de su lugar de origen y relocalizándolas en otras regiones, con el objeto de servir, directa y exclusivamente, en los proyectos del Imperio. Se ha sostenido que hasta un tercio de la población de los Andes se transformaron en este tipo de colonos, llamados mitimaes, en época de los incas.
El movimiento de peregrinos al Cuzco, y de allí a cada rincón del Imperio, hizo de la capac cocha una práctica orientada a unificar espacial y simbólicamente al Tawantinsuyu. Luego de someter a un pueblo, sus lugares sagrados locales, aquellos relacionados con los ancestros míticos y con las fuerzas naturales, pasaban a ser adorados bajo el auspicio y en términos incas. Su veneración no solo se enmarcó en la temporalidad inca, sino también en su materialidad. Uno de los aspectos más destacados de los paisajes que los incas construyeron en las provincias fue la arquitectura e infraestructura orientada al culto de las wakas.
Durante las festividades de la capac cocha en el Cuzco se decidía qué tipo y cantidad de ofrendas iban a recibir cada waka de los Andes, de las cual los incas mantenían un claro registro. Esto dependía de la importancia relativa de la waka y de la relación de sus devotos con los incas. Todos los objetos y gente sacrificada a una waka, no solo representaban símbolos incas, sino que también eran previamente legitimados en ceremonias conducidas por el mismísimo emperador.
Estos niños sacrificados durante la capac cocha se transformaban así en wakas «hechas en Cuzco» que serían subsecuentemente veneradas por las sociedades de las provincias del Imperio.
En otras palabras, estos niños eran transformados en wakas en el centro del Tawantinsuyu para luego ser impuestos como objetos de culto en las provincias como recordatorio de la centralidad y poder del Cuzco.
Como explica Silverblatt, «En la medida en que los grupos conquistados veneraban estas creaciones imperiales, estaban honrando los símbolos de su propia subordinación».
De esta manera, los incas obtuvieron el monopolio sobre el culto a las wakas provinciales, teniendo el poder de promover o destruir una waka. A través del tipo, cantidad y calidad del tributo otorgado, ellos decidían la importancia de este lugar sagrado local. Incluso los incas creaban nuevas waka para imponer en el culto de los colonizados.

## Yacimientos arqueológicos conocidos
La tabla siguiente resume los hallazgos arqueológicos asociados a ceremonias de capac cocha, en localizaciones a gran altura de la cordillera de los Andes, dentro del área controlada por el Imperio inca. La lista está ordenada por el año de su hallazgo de manera ascendente. Estos restos son de gran importancia porque es un hallazgo poco frecuente, se conocen algo más de veinte. Expertos han notado que la inmensa mayoría de los enterramientos rituales en altura incaicos conocidos corresponden al área sur del imperio, el Collasuyo y Contisuyo, ubicándose en la zona sur de Perú, el norte y centro de Chile, y el noroeste de Argentina, teorizando que pudiera ser una práctica imperial asociada con esta región por alguna razón (por ejemplo que sea un rito de origen colla, por la presencia de gran actividad sísmica y volcánica o por la ubicación en esos distritos imperiales de las montañas más altas).
| Hallazgo                   | Año  | Localización                                | Región                                                        | Observaciones |
| -------------------------- | ---- | ------------------------------------------- | ------------------------------------------------------------- | --- |
| Momia de Tanta Carhua      | 1621 | Ocros, 3.800 m s. n. m.                     | Áncash, Perú                                                  | Saqueado y perdido, sin datos. Cuerpo de una niña sentada con alhajas de ollas, cantarillos y dijes. Tanta Carhua fue hija de Caque Poma cacique de Ocros.                                                                                              |
|                            | 1896 | Volcán Chachani, 6.057 m s. n. m.           | Arequipa, Perú                                                | Saqueado y perdido, sin datos. |
|                            | 1903 | Salinas Grandes ? m s.n.m.                  | La Poma, Salta, Argentina                                     | Cuerpo de un niño (y posiblemente una niña) de entre 6 a 7 años, encontrado en depósitos salinos, acompañado de objetos metálicos y alfarería. |
|                            | 1905 | Cerro Chañi 5.896 m s. n. m.                | Jujuy-Salta (límite interprovincial), Argentina               | Cuerpo de un niño de 5 años, y ofrendas textiles. Considerado el primer estudio antropológico forense de un cuerpo congelado. |
| La Reina del cerro         | 1922 | Cerro Chuscha, 5.175 m s. n. m.             | Salta, Argentina                                              | Saqueado y vendido en el mercado negro. Desde 2006 en el Museo de Arqueología de Alta Montaña. Muy deteriorada. |
| Niño del cerro El Plomo    | 1954 | Cerro El Plomo, 5.400 m s. n. m.            | Chile Central                                                 | Fue el primer hallazgo de este tipo en ser objeto de estudios científicos. Jaime Ríos Abarca, Luis Ríos Barrueto y Guillermo Chacón Carrasco. Museo Nacional de Historia Natural de Chile                                                               |
|                            | 1964 | Volcán Pichu Pichu, 5.664 m s. n. m.        | Arequipa, Perú                                                | Cuerpo de un niño saqueado por huaqueros. |
| Momia del Cerro El Toro    | 1964 | Cerro El Toro, 6.160 m s. n. m.             | San Juan, Argentina                                           | Cuerpo de un joven de 18 a 20 años de edad; se cree que pudo ser un chasqui o un prisionero de guerra. Juan Schobinger |
|                            | 1965 | Volcán Coropuna, 6.425 m s. n. m.           | sur de Perú                                                   | Dinamitado por saqueadores. |
| Momia de Quehuar           | 1974 | Volcán Quehuar, 6.130 m s. n. m.            | Salta, Argentina                                              | Dinamitado por saqueadores, la explosión decapitó el cuerpo. Extraído en 1999 por Reinhard y Ceruti. |
| Momias del Cerro Esmeralda | 1976 | Cerro Esmeralda, 905 m s. n. m.             | Ubicado junto al puerto de Iquique, Región de Tarapacá, Chile | 2 cuerpos. Mujer joven de 18-20 años y niña de 9 años. Se estima que la mujer joven sea una cuzqueña miembro de la familia real incaica, mientras que la niña sería una sirviente o persona de comparativamente menor rango social.                     |
| Niño del Aconcagua         | 1985 | Aconcagua, 5.300 m s. n. m.                 | Mendoza, Argentina                                            | Cuerpo de un niño de entre 7 a 8 años de edad. Juan Schobinger. |
| Momia Juanita              | 1995 | Volcán Ampato, 6.288 m s. n. m.             | Arequipa, Perú                                                | Cuerpo de una niña de entre 13 a 14 años de edad con sus ofrendas. Dos momias más a 5800 m s. n. m, alrededor de siete yacimientos desde Cabanaconde hacia la cumbre. José Antonio Chávez, Johan Reinhard y Miguel Zarate. Museo de Santuarios Andinos. |
| Momia Urpicha (palomita)   | 1996 | Volcán Pichu Pichu, 5.664 m s. n. m.        | Arequipa, Perú                                                | 2 cuerpos y sus respectivas ofrendas. José Antonio Chávez y Johan Reinhard. |
| Momia Sarita               | 1996 | Volcán Sara Sara, 5.505 m s. n. m.          | Ayacucho, Perú                                                | José Antonio Chávez y Johan Reinhard |
|                            | 1998 | Volcán Misti, 5.822 m s. n. m., aún activo. | Arequipa, Perú                                                | 6 cuerpos. José Antonio Chávez y Johan Reinhard. |
| Niños de Llullaillaco      | 1999 | Volcán Llullaillaco, 6.700 m s. n. m.       | Salta, Argentina                                              | 3 cuerpos. Johan Reinhard y María Constanza Ceruti. |